# Göran Norlén
Mats Göran "Sala" Norlén, född 3 april 1931 i Kila församling, Västmanlands län, död 20 april 2020 i Partille distrikt, var en svensk speedwayförare.
Norlén körde för Göteborgsklubben Kaparna 1951–1958 och Stockholmsklubben Monarkerna 1958–1963. År 1953 vann han SM individuellt.
Civilt arbetade Norlén som journalist. Han gav 1964 ut boken Speedway: en rafflande motorsport.